# Kyjská
Kyjská je ulice v Hloubětíně na Praze 14, která spojuje ulici Hloubětínskou a Hostavickou. Ze severu do ní ústí ulice Svépravická a ve východní části ji protíná ulice V Chaloupkách.
Nazvána je podle obce Kyje, která se stala součástí Prahy v roce 1968. Ulice vznikla a byla pojmenována v roce 1930. V době nacistické okupace v letech 1940–1945 se německy nazývala Keeger Straße.
Zástavbu tvoří převážně rodinné domy. Ulice je v celém profilu jednosměrná.

## Budovy a instituce
- Základní škola, Praha 9 – Hloubětín, Hloubětínská 700, Hloubětínská 700/24